# Шиварово
Шива̀рово е село в Югоизточна България, община Руен, област Бургас.

## География
Село Шиварово се намира в югоизточна България, около 43 км северозападно от областния център Бургас,16 km север-северозападно от Айтос, около 27 km на североизток от Карнобат и около 10 km на запад-северозапад от общинския център Руен. Разположено е в Източна Стара планина, в северните склонове на Карнобатска планина, в долината на течащата източно покрай селото река Голяма река (Алма дере, известна на различните места по течението ѝ и като Боаздере, Шиваровска река, Коджадере), десен приток на река Луда Камчия – с меандри и ждрело, с множество воденици по нея в миналото. На входа на селото е минералният извор „Миризливата чешма“. Източно покрай селото, отвъд реката минава третокласният републикански път III-208 (Айтос – Дългопол – Провадия). Надморската височина след моста при входа към селото е около 163 m, при джамията в центъра му нараства до около 200 m, а в най-севрозападната му част – до около 225 – 230 m.
Населението на село Шиварово наброява максималните си 489 души към 1934 г. и след низходящи и възходящи миграционни промени на числеността, намалява до 250 души (по текущата демографска статистика за населението) към 2018 г.
При преброяването на населението към 1 февруари 2011 г., от обща численост 270 лица, за 266 лица е посочена принадлежност към „турска“ етническа група.

## История
След края на Руско-турската война 1877 – 1878 г., по Берлинския договор селото остава на територията на Източна Румелия. От 1885 г. – след Съединението, то се намира в България с името Боаз дере (погрешно – Богаз дере). Преименувано е на Устово през 1934 г. и на Шиварово през 1949 г.

## Население

### Етнически състав
Преброяване на населението през 2011 г.
Численост и дял на етническите групи според преброяването на населението през 2011 г.:
|                     | Численост |
| Общо                | 270       |
| Българи             | 3         |
| Турци               | 266       |
| Цигани              | -         |
| Други               | -         |
| Не се самоопределят | -         |
| Неотговорили        | -         |

## Религии
Изповядваната в Шиварово религия е ислям.

## Обществени институции
Село Шиварово към 2020 г. е център на кметство Шиварово.
В село Шиварово към 2020 г. има постоянно действаща джамия.